# Spinolochus laevifrons
Spinolochus laevifrons är en stekelart som först beskrevs av Holmgren 1860.  Spinolochus laevifrons ingår i släktet Spinolochus och familjen brokparasitsteklar. Arten är reproducerande i Sverige. Inga underarter finns listade i Catalogue of Life.